# Paroedura oviceps
Paroedura oviceps är en ödleart som beskrevs av  Oskar Boettger 1881. Paroedura oviceps ingår i släktet Paroedura och familjen geckoödlor. IUCN kategoriserar arten globalt som nära hotad. Inga underarter finns listade i Catalogue of Life.